# Сульфат заліза(II)
Сульфа́т залі́за(II), фе́рум (II) сульфа́т — сіль сульфатної кислоти складу FeSO4, у безводному вигляді є білим порошком, добре розчинним у воді, кристалізується з водних розчинів у вигляді гептагідрату FeSO4·7Н2О — блідні блакитно-зелені кристали, з давніх часів відомі під назвами «залізний купорос», шевський купорос і лат. Atramentum sutorius або чоботарський купорос (atramen turn sutorium).

## Фізичні властивості
В температурному діапазоні від 56,6 °C до 63,7 °C в рівновазі з водним розчином перебуває тетрагідрат, вище 63,7 °C — моногідрат, розчинність якого, на відміну від попередніх форм, падає із зростанням температури.

## Виробництво
Сульфат заліза може буде створений:
- в процесі реакції розчину мідного купоросу (CuSO4) з залізом (Fe)

CuSO4 + Fe → FeSO4 + Cu↓
- в процесі реакції сірчаної кислоти (H2SO4) з залізом з утворенням водню.

H2SO4  + Fe → FeSO4 + H2↑

## Хімічні властивості
Гептагідрат на повітрі вивітрюється (втрачає кристалізаційну воду) і повільно окиснюється киснем і перетворюється в сульфат-гідроксид заліза(III) Fe(OH)SO4:
4FeSO4 + O2 + 2H2O → 4Fe(OH)SO4
Через цю властивість в лабораторній практиці ширше використовують сіль Мора яка на повітрі краще зберігає свій склад.
У присутності сульфатної кислоти легко окиснюється різними окисниками у сульфат заліза(III) Fe2(SO4)3:
6FeSO4 + 2HNO3 + 9H2SO4 → 3Fe2(SO4)3 + 2NO↑ + 10H2O
При надлишку FeSO4 утворюється бурий розчин комлексної солі нітропрусиду:
FeSO4 + NO → Fe(NO)SO4
або в іонній формі:
[Fe(H2O)6]+2 + NO → [Fe(H2O)5NO]+2 + H2O
Нітропрусид при нагріванні розкладається, тому може бути використаний для зберігання або очищення NO.
Киснем повітря окиснення швидше відбувається в нейтральному або слабколужному середовищі (для ефективного окиснення молекула кисню має прореагувати одночасно з кількома іонами заліза, а в кислому розчині вони не асоційовані), при цьому на поверхні розчину утворюється плівка з нерозчинних форм тривалентного заліза.

## Застосування
Сульфат заліза у формі купоросу застосовується для боротьби з шкідниками садів, виготовлення мінеральних фарб і чорнила, а також як реактив у хімічних лабораторіях.